# Iglesia de Nuestra Señora de la Paz (Gójar)
La iglesia Parroquial de Nuestra Señora de la Paz es una iglesia parroquial de la localidad española de Gójar, Granada.

## Historia
Se levantó entre 1503 y 1530, posiblemente con la intervención del arquitecto Pedro Machuca. En el siglo XVIII se construyeron las dos capillas laterales.

## Descripción
Es de estilo mudéjar, de planta de cajón, consta de una sola nave, con dos capillas laterales, altar mayor en la cabecera, y coro a los pies. La nave, de planta rectangular, se cubre con una armadura mudéjar, de par y nudillo, con tirantes de hierro.